# 春咲センチメンタル
「春咲センチメンタル」（はるさきセンチメンタル）は、日本のバンドPlastic Treeの16枚目のシングルである。2004年3月10日発売。発売元はユニバーサルミュージック。

## 概要
- 亀田誠治がプロデュースで参加。
- 初回プレス盤は特製ステッカー封入。
- PV監督は近藤廣行。

## 収録曲
1. 春咲センチメンタル[5:18]
作詞・作曲：有村竜太朗／編曲：Plastic Tree・亀田誠治
2. 本日は晴天なり[4:53]
作詞：ナカヤマアキラ／作曲：長谷川正／編曲：Plastic Tree

## 収録アルバム

### 春咲センチメンタル
- オリジナル『cell.』（2004年8月25日）
- ベスト『Best Album 白盤』（2005年10月26日）
- ベスト『ALL TIME THE BEST』（2010年7月7日）

### 本日は晴天なり
- ベスト『B面画報』（2007年9月5日）
- ベスト『ALL TIME THE BEST』（2010年7月7日）

## タイアップ
- 春咲センチメンタル：テレビ埼玉『HOT WAVE』2004年4月度エンディングテーマ